# Теленгити
Теленгитите, наричани и телеси, са тюркска етническа група в Русия, разглеждана и като етнографска група на алтайците.
Наброяват около 3 700 души (2012), почти всички в Република Алтай, главно в Улагански и Кош-Агачки район. Говорят на собствен диалект на алтайския език.

## История
През ХІІІ-ХІV век теленгитите, както и други алтайски племена влизат в улуса на Джучи. В летописа Алтан Тобчи теленг са посочени като един от „горските народи“, покорени от Джучи.